# Maria Wine
Maria Wine (ur. 8 lipca 1912 w Kopenhadze, zm. 22 kwietnia 2003) – szwedzka poetka i pisarka.

## Życiorys
Urodziła się w Kopenhadze. Gdy miała 4 lata matka oddała ją do sierocińca i przebywała tam do 10 roku życia, gdy została adoptowana. Pobyt w sierocińcu i okres adopcji opisuje w książce "Zastrzelono lwa", wydanej w 1951 roku. Pracowała jako urzędniczka i podczas wakacji w Danii poznała szwedzkiego pisarza Artura Lundkvista, za którego wyszła za mąż w 1936 roku. W latach 40. XX wieku powstają jej pierwsze utwory. Początkowo pisała po duńsku, a potem w języku szwedzkim.
W 1976 roku otrzymała nagrodę Bellmana, a w 1998 nagrodę poetycką Towarzystwa Gustafa Frödinga.
Zmarła 22 kwietnia 2003 roku w domu opieki w Solna i tam została pochowana w grobie razem z mężem.

## Twórczość
Utwory wydane w języku polskim:
- Zastrzelono lwa: wybór nowel i opowiadań Poznań Wydawnictwo Poznańskie 1970 tłumaczenie Maria Olszańska[5]
- Wiersze Państwowy Instytut Wydawniczy 1981 tłumaczenie Zygmunt Łanowski[6]